# Wacław Łaszcz
Wacław Łaszcz herbu Prawdzic (zm. przed 4 kwietnia 1633 roku) – łowczy bełski w 1620 roku.
Był elektorem Władysława IV Wazy z województwa bełskiego w 1632 roku.